# Senftenbach
Senftenbach osztrák község Felső-Ausztria Riedi járásában. 2021 januárjában 781 lakosa volt.

## Elhelyezkedése

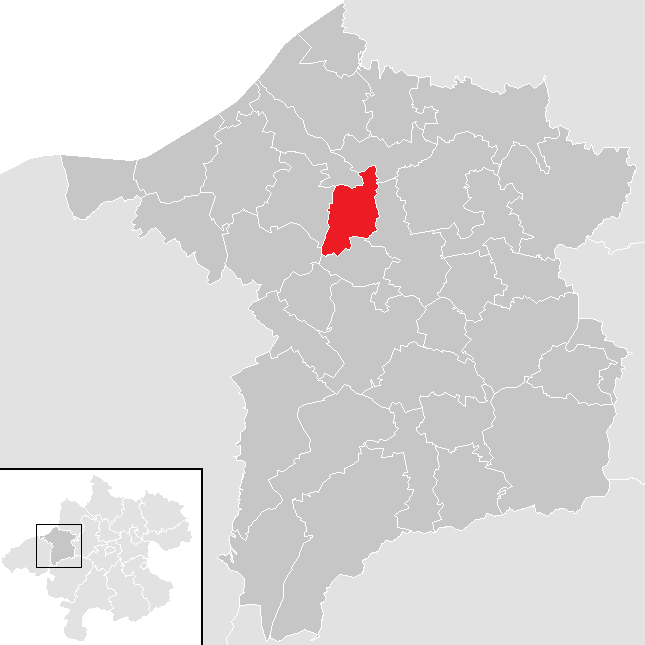
Senftenbach a Ried im Innkreis-i járásban

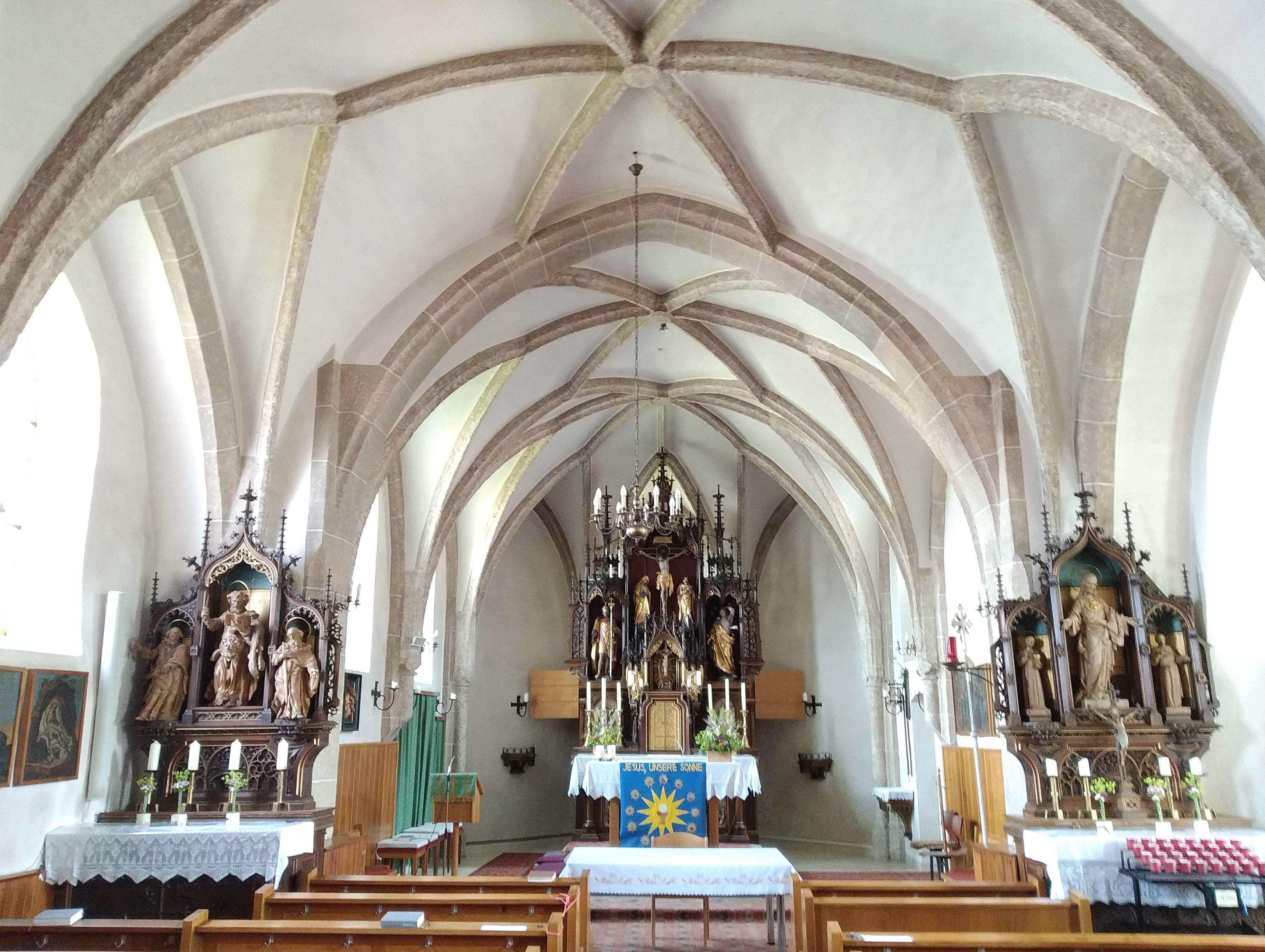
A templom belső tere

Senftenbach a tartomány Innviertel régiójában fekszik, az Innvierteli-dombságon, a Senftenbach folyó mentén. Területének 19,3%-a erdő, 69,1% áll mezőgazdasági művelés alatt. Az önkormányzat 11 települést és településrészt egyesít: Berg (172 lakos 2021-ben), Bruck (204), Dobl (32), Furth (29), Langzaun (23), Ort (35), Reisedt (23), Sankt Ulrich (212), Stockham (11), Weindorf (31) és Wolfau (9).
A környező önkormányzatok: északra Mörschwang, északkeletre Sankt Martin im Innkreis, keletre Aurolzmünster, délre Eitzing, nyugatra Weilbach.

## Története
Senftenbachot először 1035-ben említik a passaui püspökség egyik oklevelében.
A régió 1779-ig Bajorországhoz tartozott; ekkor a bajor örökösödési háborút lezáró tescheni béke Ausztriának ítélte az Innviertelt. 1784-ben II. József egyházrendeletét követően megalakult Schildorn és Pramet közös egyházközsége. 1811-ben leégett a plébánia és a falvak anyakönyvei is elpusztultak.
A napóleoni háborúk alatt a falu rövid időre visszatért a francia bábállam Bajországhoz, de 1816 után végleg Ausztriáé lett. Az 1938-as Anschluss után a települést a Harmadik Birodalom Oberdonaui gaujába sorolták be. A második világháborút követően visszatért Felső-Ausztriához.

## Lakosság
A schildorni önkormányzat területén 2021 januárjában 781 fő élt. A lakosságszám 1961 óta gyarapodó tendenciát mutat. 2019-ben az ittlakók 91%-a volt osztrák állampolgár; a külföldiek közül 2,6% a régi (2004 előtti), 3,2% az új EU-tagállamokból érkezett. 1,9% az egykori Jugoszlávia (Szlovénia és Horvátország nélkül) vagy Törökország, 1,3% egyéb országok polgára volt. 2001-ben a lakosok 92,4%-a római katolikusnak, 1,4% mohamedánnak, 3,9% pedig felekezeten kívülinek vallotta magát. Ugyanekkor a legnagyobb nemzetiségi csoportot a németek (97,6%) mellett a törökök alkották 1,4%-kal.
A népesség változása:

| 2016 | 779 |
| 2018 | 772 |

## Látnivalók
- a Szent kereszt-plébániatemplom

## Fordítás
- Ez a szócikk részben vagy egészben  a   Senftenbach című német Wikipédia-szócikk ezen változatának fordításán alapul.  Az eredeti cikk szerkesztőit annak laptörténete sorolja fel. Ez a jelzés csupán a megfogalmazás eredetét és a szerzői jogokat jelzi, nem szolgál a cikkben szereplő információk forrásmegjelöléseként.